# Lernaeodiscus pusillus
Lernaeodiscus pusillus is een krabbezakjessoort uit de familie van de Lernaeodiscidae. De wetenschappelijke naam van de soort is voor het eerst geldig gepubliceerd in 1950 door Boschma.